# Hagymazöld sáska
A hagymazöld sáska (Mecostethus parapleurus) a sáskafélék családjába tartozó, Eurázsiában honos sáskafaj.

## Megjelenése
A hagymazöld sáska testhossza a hím esetében 17-20 mm, a nőstény 24-30 mm. Közepes méretű sáskafaj. Színe világoszöld, olívzöld vagy sárgásbarnás. A szemektől a torpajzson át kb. a szárny feléig egy éles kontúrú fekete csík húzódik (ez a jellegzetessége a lárvákon nem látható és a frissen vedlett imágókon is gyenge). A torpajzs közepén finom gerinc húzódik, az oldalsó élek hiányoznak. A mintázat nélküli szárnyak hosszúak, kissé túlérnek a sötét hátsó térden. Hátsó combja is egyszínű. A nőstény tojókampói hosszúak és jól láthatóak.
Nem ciripel, a hímek a párzási időszakban halk hangokat adnak ki.

### Hasonló fajok
A tundrasáska hasonlít hozzá, de annak nincs vagy gyenge a szeme mögötti csík, hátsó lábszára pedig sárga.  

## Elterjedése
Eurázsiában honos, Észak-Spanyolországtól egészen Japánig. Magyarországon viszonylag ritka, de sokfelé előfordul, pl. a Duna és a Tisza mentén, a Nyugat-Dunántúlon és az Északi-középhegységben. 

## Életmódja
Meleg- és nedvességigényes. Nedves réteken, lápréteken, tavak és patakok partjain fordul elő. Az imágók jó repülők, és menekülve több métert is ugrik. A megfelelő élőhelyeken tömeges is lehet.
Kifejlett példányaival júliustól októberig találkozhatunk. A nőstények a talajba rakják petéiket. Az áttelelő petékből csak igen későn, júniusban kelnek ki a lárvák, melyek ötször vedlenek. 

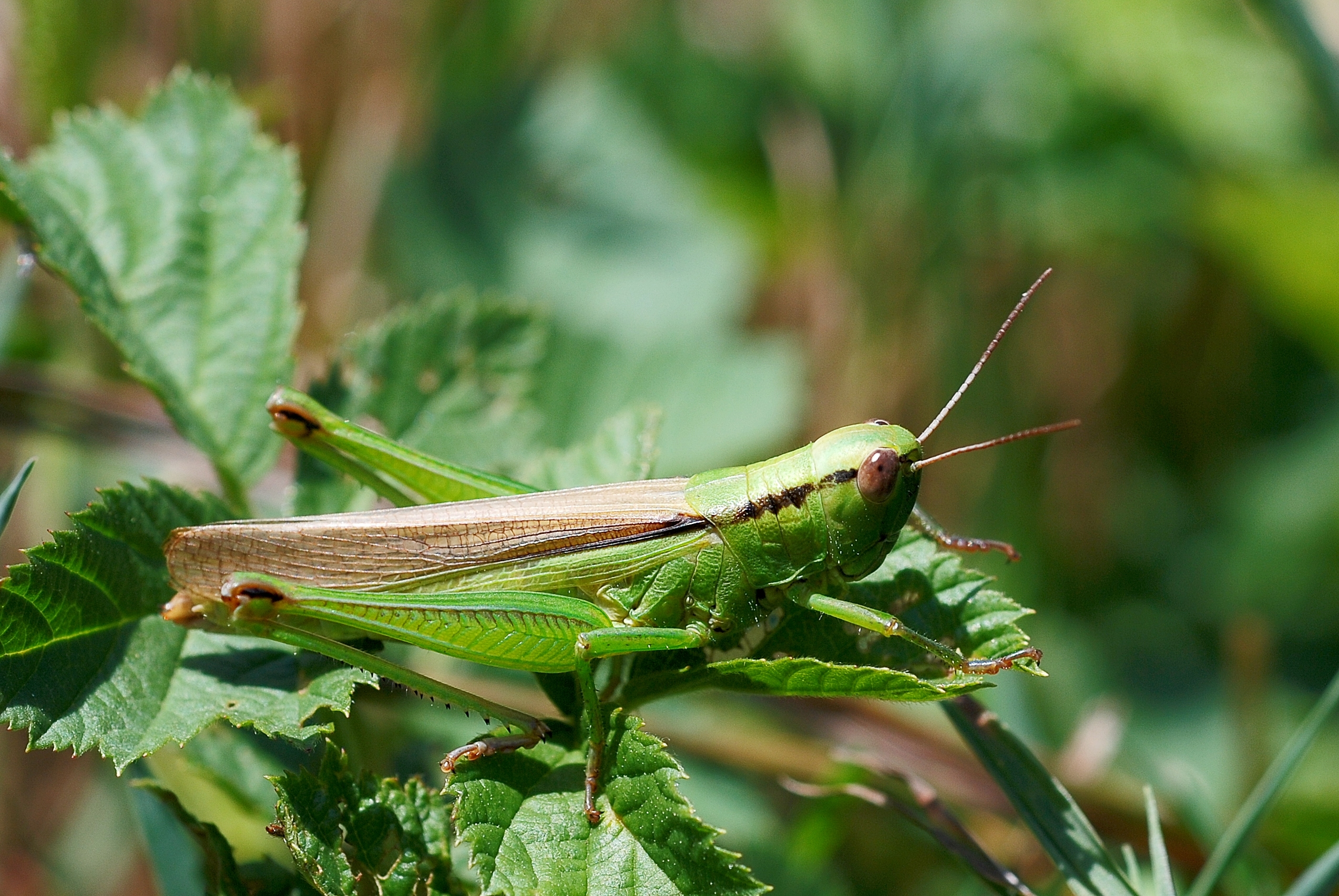
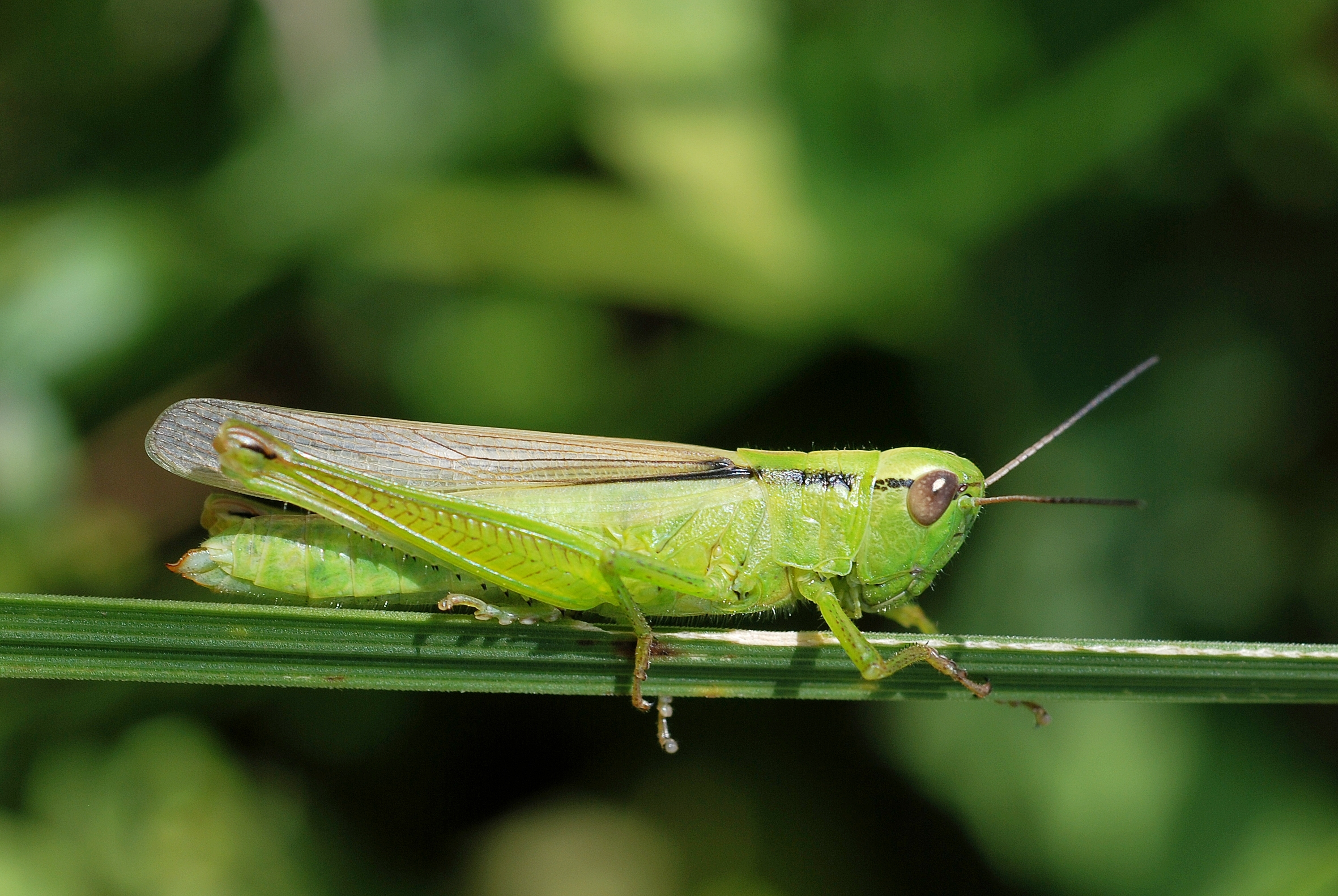
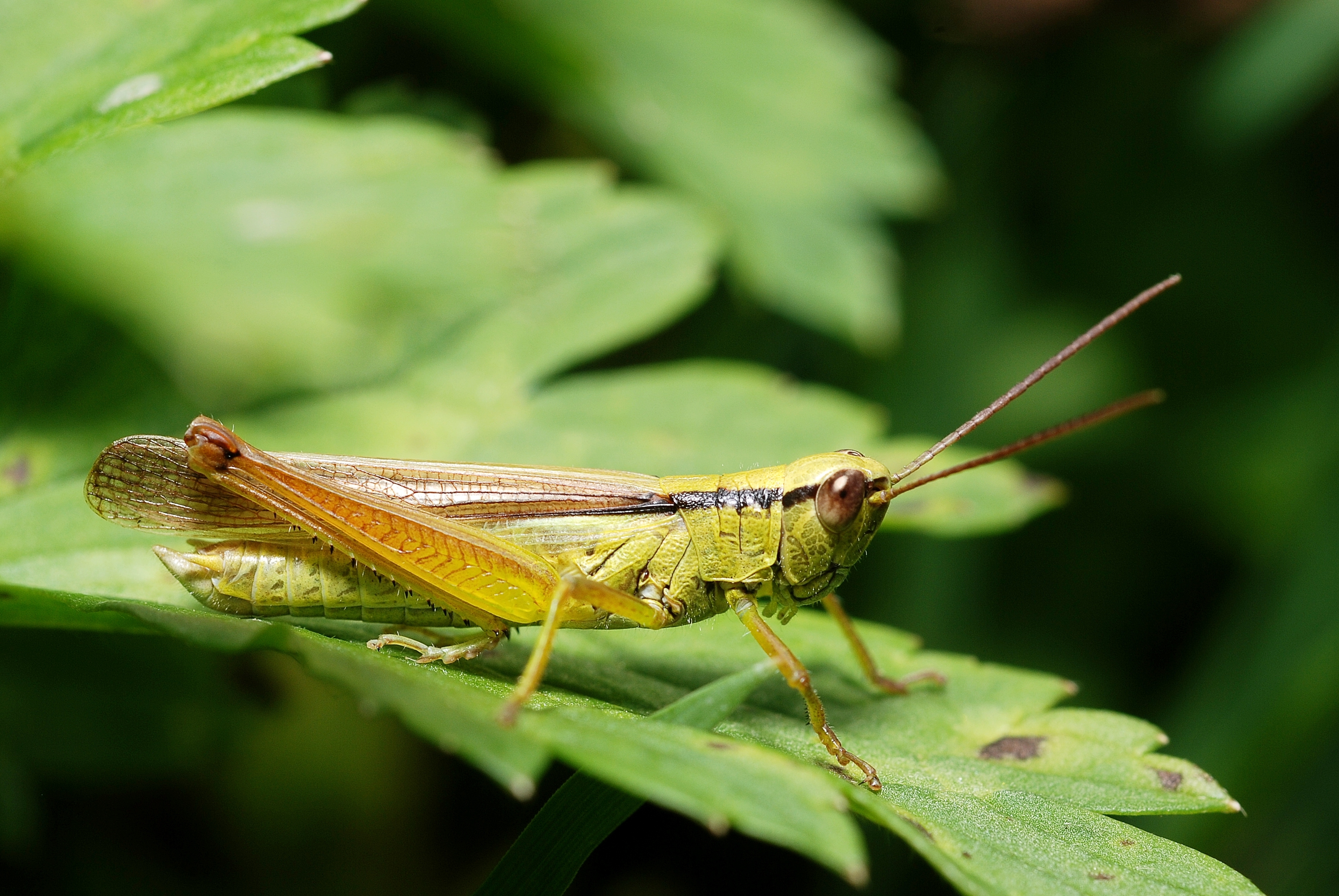
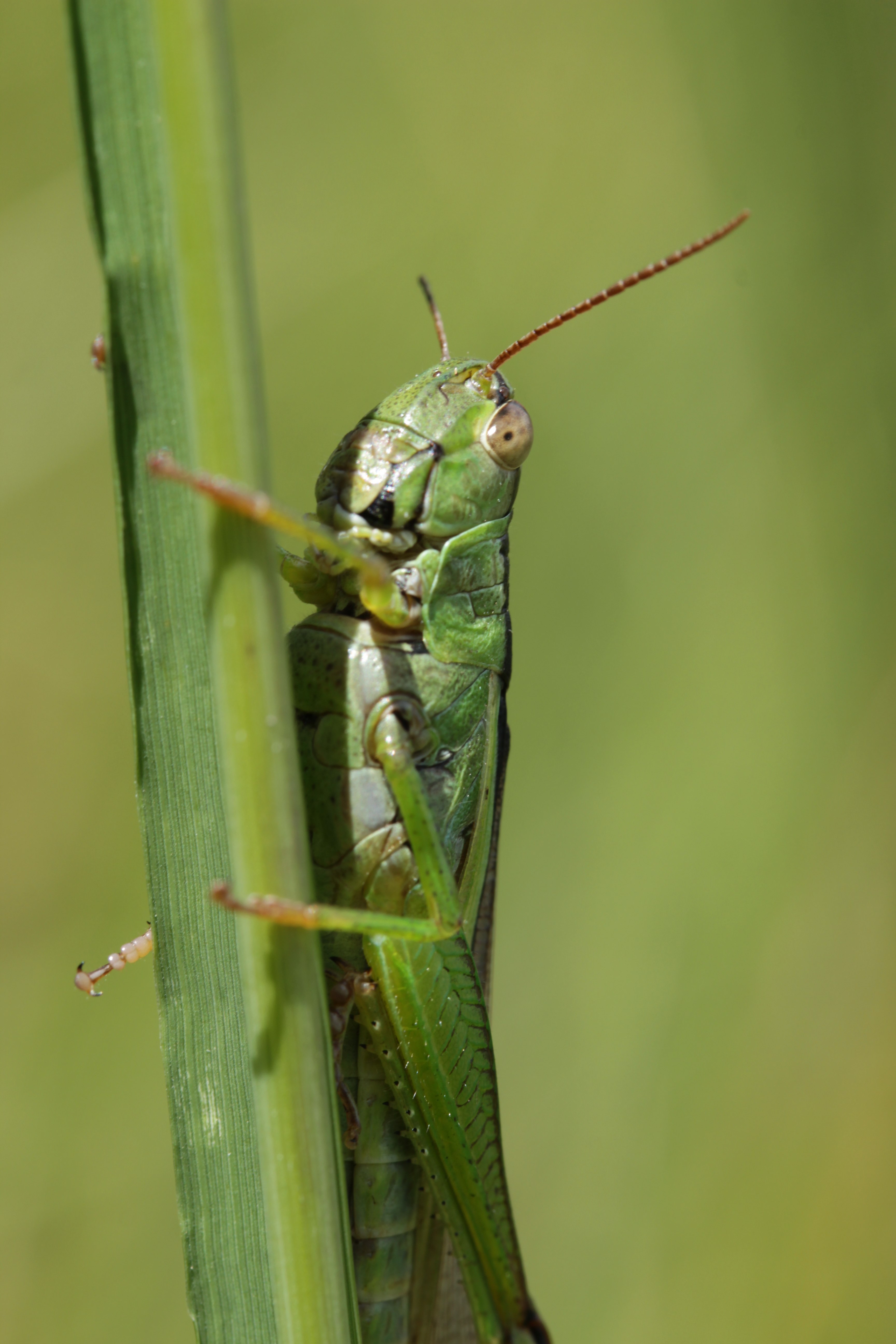
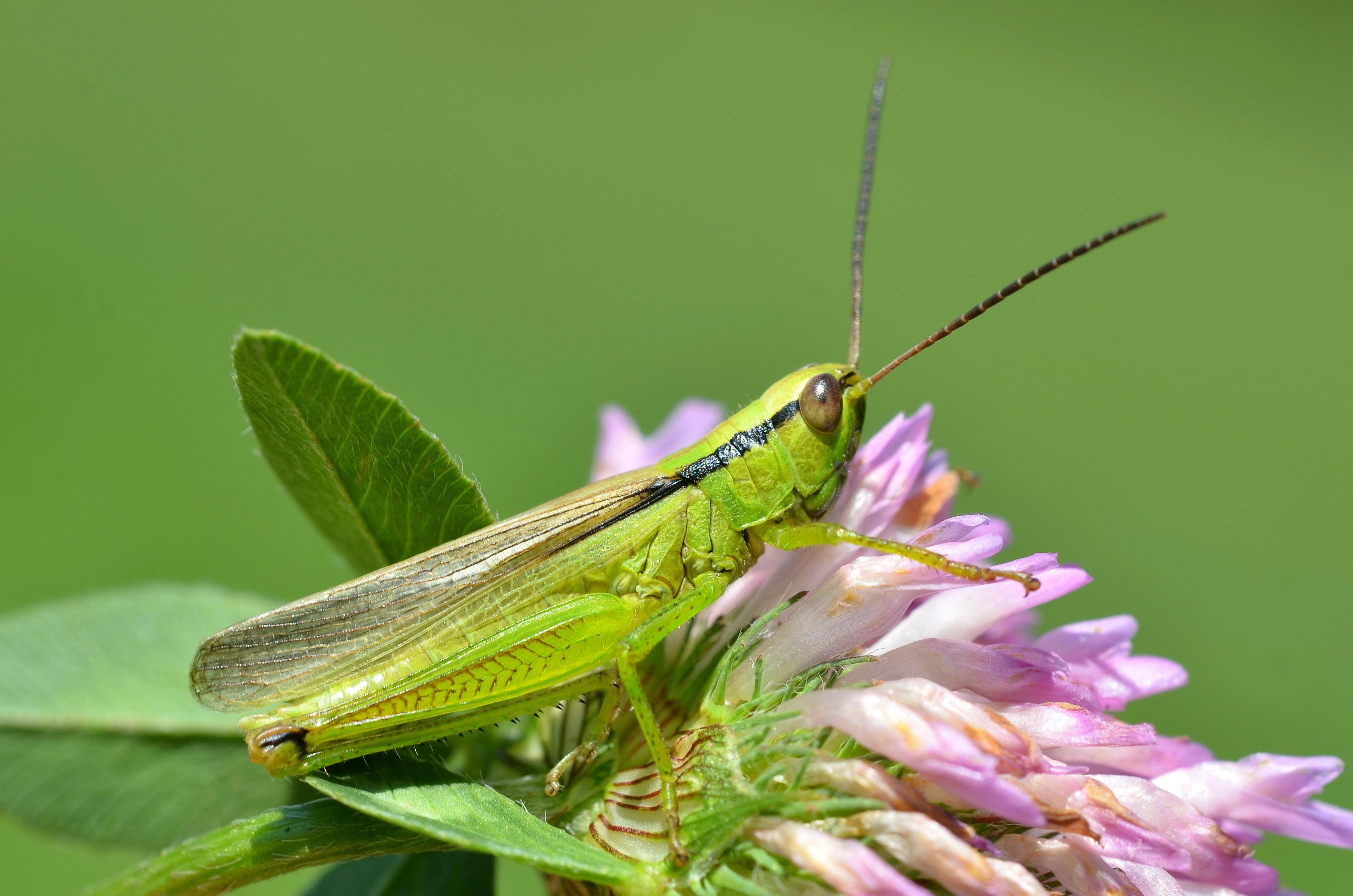

Magyarországon nem védett.